# روباه پرنده سرخاکسترگون
روباه پرنده سرخاکسترگون (نام علمی: Pteropus caniceps) نام یک گونه خفاش از سرده روباه پرنده است.